# 黒井駅 (兵庫県)
黒井駅（くろいえき）は、兵庫県丹波市春日町黒井にある、西日本旅客鉄道（JR西日本）福知山線の駅である。

## 歴史
- 1899年（明治32年）7月15日：阪鶴鉄道の柏原駅 - 福知山南口駅（のちの福知駅、現存せず）間延伸により開業[1][2]。旅客・貨物取扱開始[2]。
- 1907年（明治40年）8月1日：阪鶴鉄道が国有化[2]。国有鉄道の駅となる。
- 1909年（明治42年）10月12日：線路名称制定。阪鶴線所属駅となる。
- 1912年（明治45年）3月1日：線路名称改定。阪鶴線の福知山駅以南が福知山線に改称し、当駅もその所属となる。
- 1956年（昭和31年）6月：駅舎改築[3]。
- 1973年（昭和48年）4月1日：貨物取扱廃止[2]。
- 1985年（昭和60年）3月14日：荷物扱い廃止[2]。
- 1987年（昭和62年）4月1日：国鉄分割民営化に伴い、西日本旅客鉄道（JR西日本）の駅となる[2]。
- 1992年（平成4年）4月1日：篠山口鉄道部発足により、その管轄となる。
- 2009年（平成21年）6月1日：篠山口鉄道部廃止に伴い福知山支社直轄に戻され、篠山口駅の被管理駅となる。
- 2021年（令和3年）
  - 3月13日：ICカード「ICOCA」の利用が可能となる[4]。（この駅ではICOCAの購入ができる。福知山線のICカード販売価格は2000円のみ。）
  - 7月1日：駅業務がJR西日本福知山メンテックからJR西日本交通サービスに移管される。
- 2022年（令和4年）10月1日：組織改正により、全線が近畿統括本部福知山管理部の管轄になり、福知山駅の被管理駅となる。
- 2024年（令和6年）
  - 2月20日：みどりの券売機を導入[5]。
  - 3月15日：窓口の営業を終了[5][6]。
  - 4月1日：終日無人駅。

## 駅構造
2面2線の相対式ホームを持つ地上駅で、列車交換が可能。駅舎は北の2番のりば側にあり、反対側の1番のりばへは跨線橋で連絡している。
1番のりばの対面にも線路が敷かれているが、福知山駅方の端で行き止まりとなっており、現在は使われていない。また、駅舎のすぐ東側には留置線があり、保線用車両の留置に使われている。貨物を取り扱っていた頃は、ここに貨物専用ホームがあった。この他、かつて1・2番のりばの間には中線もあった。
改札外に、男女別のトイレおよび多目的トイレがある。また、1番のりばには待合室がある。かつては駅構内にキオスクがあったが撤退し、退去跡には清涼飲料水の自動販売機が置かれている。2021年3月13日にICOCAなどの交通系ICカードに対応した。
福知山駅の管理下にある無人駅。

### のりば
| のりば | 路線     | 方向 | 行先             |
| ------ | -------- | ---- | ---------------- |
| 1・2   | 福知山線 | 上り | 篠山口・三田方面 |
| 1・2   | 福知山線 | 下り | 福知山方面       |

付記事項
- 1番のりばを上下本線とした一線スルーの配線となっているため、通過列車は全て1番のりばを通過する。
- 一部停車駅の特急『こうのとり』は篠山口・三田・大阪方面行きの上り列車が1番のりば、福知山方面行きの下り列車が2番のりばに停車する。
- 行き違いがない普通（および快速）は上下線とも2番のりばに停車する。普通・快速同士の行き違いの場合は、1番のりばを使用する。
- 下り線ホームには桜並木が植樹されている。

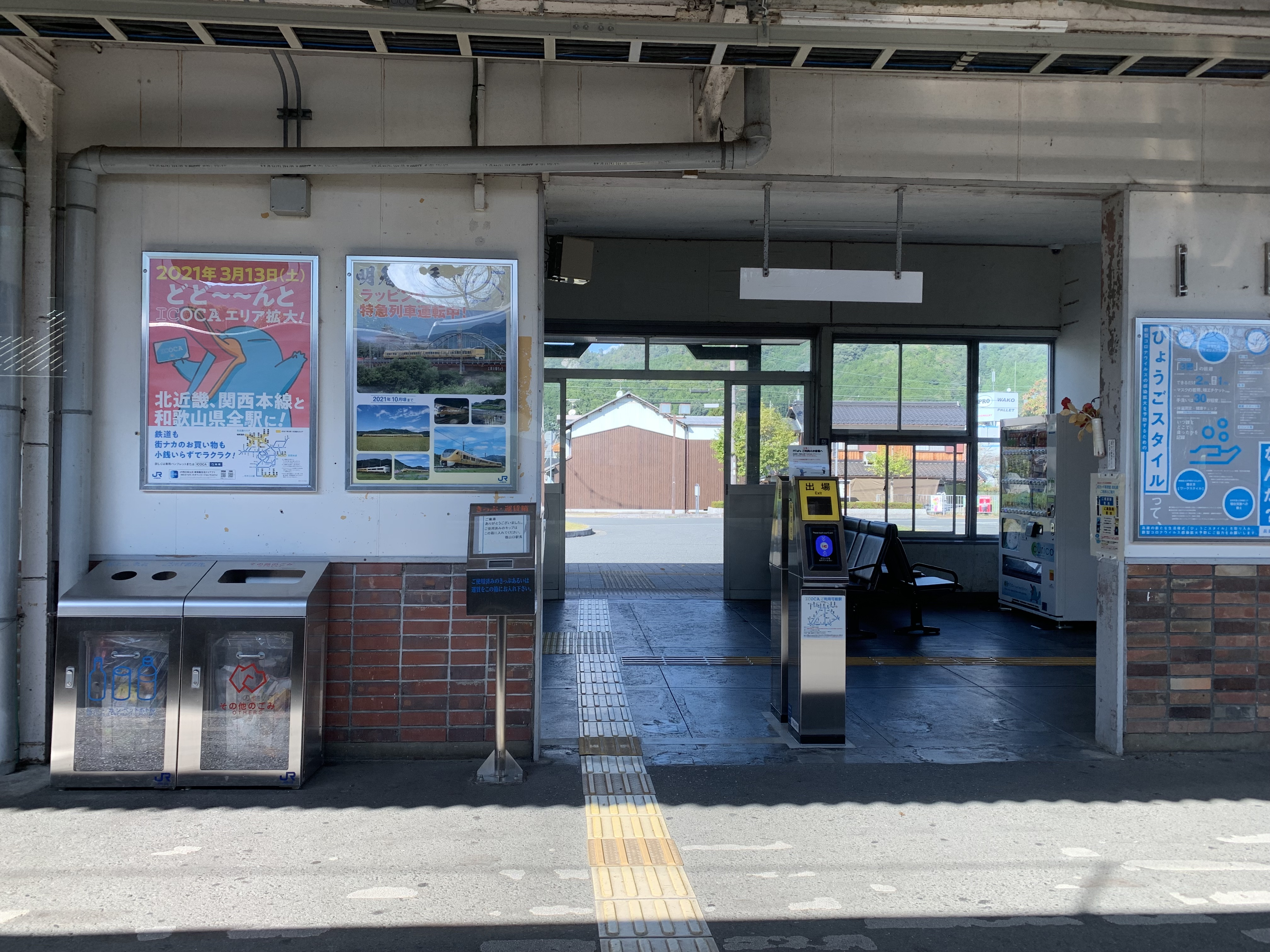
ホームから見た改札ぐち（2021年10月）
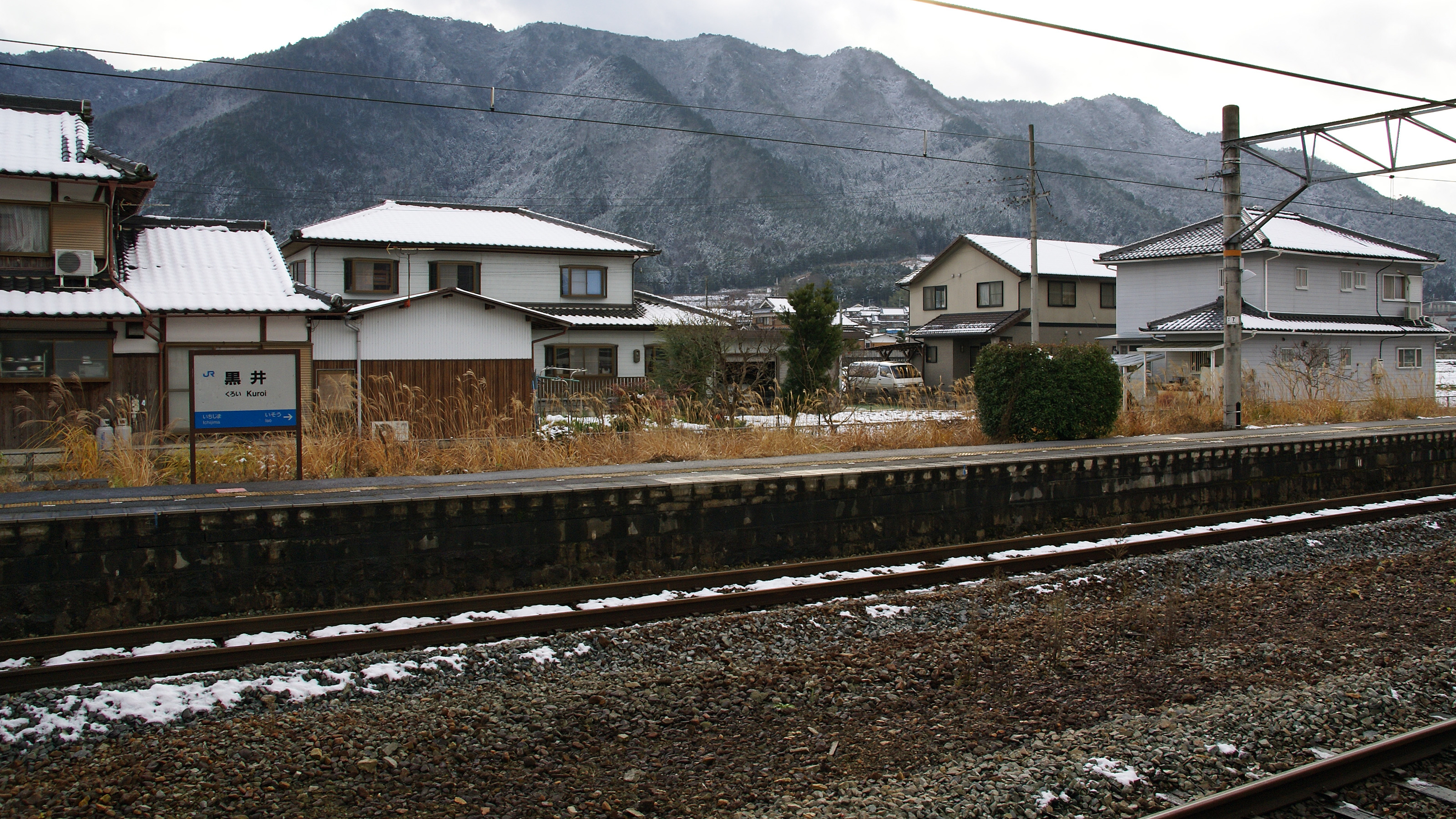
ホーム（2006年12月）

## ダイヤ
日中は1時間当たり、篠山口駅発着の普通が1本停車する。朝晩には大阪駅発着の設定もあり、ラッシュ時を中心に特急『こうのとり』も停車する。

## 利用状況
駅周辺の人口の減少や、モータリゼーションの影響もあって、利用者は伸び悩んでいる。鉄道利用促進を図るべく、2007年度には近距離利用時の特急料金の一部を自治体が助成する社会実験が行われ、当駅もその対象となった。
兵庫県統計書によると、近年の1日平均乗車人員は以下の通りである。
| 年度   | 1日平均 乗車人員 |
| ------ | ---------------- |
| 1999年 | 810              |
| 2000年 | 802              |
| 2001年 | 784              |
| 2002年 | 727              |
| 2003年 | 693              |
| 2004年 | 636              |
| 2005年 | 638              |
| 2006年 | 604              |
| 2007年 | 582              |
| 2008年 | 595              |
| 2009年 | 583              |
| 2010年 | 570              |
| 2011年 | 544              |
| 2012年 | 546              |
| 2013年 | 556              |
| 2014年 | 508              |
| 2015年 | 506              |
| 2016年 | 486              |

## 駅周辺
当駅は旧・春日町の玄関口である。駅よりも北側では住宅街が続く一方、南側では田園地帯が広がっており、所々に工場もある。旧・春日町の中心地にもほど近い。
- 丹波市役所春日庁舎（旧・春日町役場）
- 丹波市立春日図書館
- 丹波警察署 黒井駐在所
- 黒井郵便局
- JA丹波ひかみ 春日支店
- 春日文化ホール
- 春日歴史民俗資料館
- 春日郷土資料館
- 黒井城（国指定史跡）
- 興禅寺（春日局生誕地）
- 兵主神社
- 兵庫県立氷上高等学校
- 丹波市立黒井小学校
- 国道175号
- 兵庫県道171号黒井停車場線
- 兵庫県道285号賀茂春日線

### バス路線
駅前にウイング神姫（旧神姫グリーンバス）の以下の路線が発着している（バス停の名称は「黒井駅」）。同バスでは、ICカードのNicoPa・PiTaPa・ICOCAが使用できる。
- 野瀬
- 柏原駅 ※1日1本のみ運行

## 隣の駅
西日本旅客鉄道（JR西日本）
 福知山線
- 特急「こうのとり」一部停車駅

■丹波路快速・■普通
石生駅 - 黒井駅 - 市島駅